# Sarah Atcho-Jaquier
Sarah Atcho (née le 1er juin 1995 à Lausanne) est une athlète suisse, spécialiste du sprint.

## Biographie
Son père est ivoirien et sa mère marocaine (qui se sont rencontrés alors que sa mère servait dans un restaurant lausannois). En 2017, elle est étudiante en relations internationales.  
Son entraîneur est Laurent Meuwly.
Le 5 juillet 2018, lors de l'Athletissima de Lausanne, Atcho et ses coéquipières établissent un nouveau record de Suisse du relais 4 x 100 m en 42 s 29. Elles améliorent leur temps de 42 s 50 établit en 2017 lors des championnats du monde de Londres.

## Palmarès
| Date | Compétition                       | Lieu      | Résultat | Épreuve   | Temps   |
| ---- | --------------------------------- | --------- | -------- | --------- | ------- |
| 2013 | Championnats d'Europe juniors     | Rieti     | 5e       | 4 x 100 m | séries  |
| 2013 | Jeux de la Francophonie           | Nice      | 8e       | 200 m     | 25 s 17 |
| 2013 | Jeux de la Francophonie           | Nice      | 2e       | 4 x 100 m | 45 s 01 |
| 2015 | Championnats d'Europe espoirs     | Tallinn   | 6e       | 200 m     | 23 s 85 |
| 2015 | Championnats d'Europe espoirs     | Tallinn   | 3e       | 4 x 100 m | 44 s 24 |
| 2016 | Championnats d'Europe             | Amsterdam | 4e       | 4 x 100 m | 43 s 00 |
| 2017 | Championnats d'Europe espoirs     | Bydgoszcz | 2e       | 200 m     | 22 s 90 |
| 2017 | Championnats d'Europe espoirs     | Bydgoszcz | 3e       | 4 x 100 m | 44 s 07 |
| 2017 | Jeux de la Francophonie           | Abidjan   | 2e       | 200 m     | 24 s 14 |
| 2017 | Championnats du monde             | Londres   | 5e       | 4 x 100 m | 42 s 51 |
| 2018 | Championnats d'Europe             | Berlin    | 4e       | 4 x 100 m | 42 s 30 |
| 2019 | Universiade                       | Naples    | 1re      | 4 x 100 m | 43 s 72 |
| 2019 | Championnats d'Europe par équipes | Bydgoszcz | 2e       | 4 x 100 m | 43 s 11 |
| 2019 | Championnats du monde             | Doha      | 4e       | 4 x 100 m | 42 s 18 |
| 2019 | Championnats du monde             | Doha      | 4e       | 4 x 100 m | 42 s 18 |

## Records
| Épreuve | Temps   | Lieu              | Date             |
| ------- | ------- | ----------------- | ---------------- |
| 60 m    | 7 s 31  | St-Gall           | 16 février 2019  |
| 100 m   | 11 s 20 | Zofingue          | 13 juillet 2018  |
| 200 m   | 22 s 80 | La Chaux-de-Fonds | 1er juillet 2018 |